# Auburn (New York)
Auburn (Áhsku•ˀ in lingua tuscarora) è una città degli Stati Uniti d'America, capoluogo della contea di Cayuga, nello Stato di New York. Secondo il censimento del 2000, la città ha una popolazione di 28.574 abitanti.
La città di Auburn è la sede della squadra Auburn Doubledays della lega minore di baseball, di proprietà della Auburn Community Owned Non-Profit Baseball Association, Inc..

## Storia

### Origine
La città di Auburn fu fondata nel 1793, prima della creazione della contea di Cayuga, da John L. Hardenbergh, un veterano della Rivoluzione americana, ora sepolto nel cimitero cittadino di Fort Hill. La comunità si sviluppò attorno ad un mulino costruito da Hardenbergh nel 1793. Originariamente conosciuta come Hardenbergh's Corners nella città di Aurelius, l'insediamento fu rinominato "Auburn" nel 1805 quando esso divenne capoluogo di contea. Auburn divenne un villaggio unitario nel 1815, ricevendo il suo statuto come città nel 1848. Dal 1818 al 1939, Auburn fu sede del Auburn Theological Seminary, uno dei principali seminari di teologia negli Stati Uniti.
Nel 1939, dovendo affrontare difficoltà finanziarie, durante la Grande depressione, l'Auburn Theological Seminary fu spostato al campus dell'Union Theological Seminary a New York. L'unico edificio che ci resta oggi dell'Auburn Theological Seminary è la Willard Memorial Chapel in Nelson Street, progettata dall'architetto Andrew Jackson Warner (1833–1910), con vetrate e decorazione degli interni di Louis Comfort Tiffany. Essa è la sola completa, immutata cappella di Tiffany esistente che si conosca, anche se le pareti e le canne dell'organo sono state ridipinte.

### La prigione di Auburn
Nel 1816, la prigione di Auburn venne fondata in base alle idee di allora riguardanti il trattamento dei prigionieri, conosciuto ora come Auburn System. Degli ispettori furono pagati con l'incarico di esaminare la struttura e i suoi carcerati. Il 6 agosto del 1890, la prima esecuzione (legale) tramite sedia elettrica fu compiuta nella prigione di Auburn. Nel 1901, Leon Czolgosz, assassino del presidente statunitense William McKinley, venne messo a morte nella prigione di Auburn. Sebbene le idee dell'Auburn System siano state abbandonate, la prigione continuò ad essere usata come carcere di massima sicurezza.

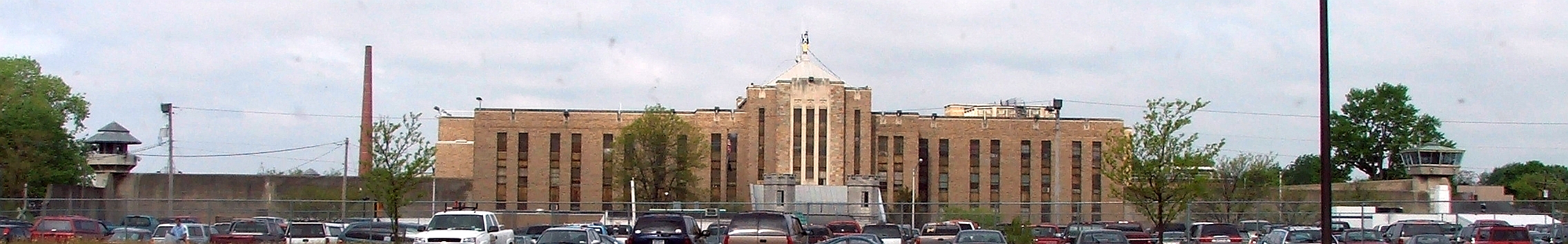
La prigione di Auburn.

## Geografia fisica
Auburn è situata a 42°55′54″N 76°33′53″W. La città è posta a nord del lago Owasco, uno dei Finger Lakes (laghi delle dita, per il fatto che i laghi contigui sono posti come a formare le dita di una mano).
Secondo l'Ufficio del Censimento (United States Census Bureau), la città ha un'area complessiva di 21,8 km², di cui, 21,7 km² costituiti da terraferma e 0,1 km² da acqua. Emissario dell'Owasco è un corso d'acqua che scorre verso nord attraversando la città.
La strada nazionale US 20 è un'importante autostrada est-ovest che attraversa la città, e la New York State Route 34 e la New York State Route 38 sono autostrade in direzione nord-sud che intersecano la US-20 ad Auburn.

## Società

### Evoluzione demografica
Come risulta dal censimento, nel 2000, c'erano 28.574 abitanti e 11.411 famiglie delle quali 6.538 residenti in città. La densità di popolazione era di 1.315 per km², erano presenti 12.635 abitazioni con una densità media di 581,5 per km². La suddivisione per razze era la seguente: 88,57% di razza bianca, 7,59% afroamericani, 0,29% Nativi americani, 0,57% asiatici, 0,02% dell'Oceano Pacifico, 1,41% di altre razze e l'1,55% di due o più razze. Gli ispanici di qualsiasi razza ammontavano al 2,82% della popolazione.
Erano presenti 11.411 unità famigliari delle quali il 28,1% con un bambino sotto i 18 anni convivente, 37,3% erano coppie sposate conviventi, il 14,7% avevano un capofamiglia donna senza marito presente e il 42,7% erano non-famiglie. Il 36,3% di tutte le unità famigliari erano persone sole e il 16,6% erano ultrassessantacinquenni che vivevano soli. La suddivisione per età era la seguente: 22,8% sotto i 18 anni, 9,3% dai 18 ai 24 anni, 30,3% dai 25 ai 44 anni, 19,8% dai 45 ai 64 anni e 17,8% sopra i 65 anni. L'età media era di 37 anni.
Per ogni 100 femmine erano presenti 99 maschi, per ogni 100 femmine sopra i 18 anni erano presenti 97,8 maschi. Il reddito medio per unità familiare nella città era di $ 30.281, e il medio reddito per una famiglia era di $ 41.169. I maschi hanno un reddito medio di $ 32.349 contro i $ 23.330 delle femmine. Il reddito pro capite per la città era di $ 17.083. Circa il 12,5% delle famiglie e il 16,5% della popolazione era al di sotto della soglia di povertà, incluso il 23,9% di quelli al di sotto dell'età di 18 e il 10,2% di quelli dell'età di 65 anni o oltre.